# Ступинский проезд
Сту́пинский проезд — проезд на юге Москвы в районе Бирюлёво Западное от железной дороги Курского направления МЖД до улицы Подольских Курсантов. Нумерация домов начинается от железной дороги, дома имеют индексы 117403 и 117546.

## История
Ступинский проезд образован 28 февраля 1966 года, до включения этой территории в состав Москвы, здесь проходила Шоссейная улица посёлка Красный Строитель, вошедшего в состав города в 1960 году. Проезд назван по соседней Ступинской улице, которая получила название от подмосковного города Ступино в связи с расположением на юге Москвы.

## Здания и сооружения
Проезд расположен в промышленной зоне района Бирюлёво Западное. Рядом с ним находится ТЭЦ-26.
- д. 1 — ЗАО «Новые Черёмушки» (плодово-овощная база)[4].
- д. 7 — Управление механизации № 25[5]
- влд. 8 — ООО «ПКФ Кабельмонтажстрой»

## Транспорт
Вблизи Ступинского проезда находится станция Красный Строитель Курского направления МЖД. Раньше проходил маршрут автобуса 770. Сейчас имеется только остановка «Ступинский проезд» на улице Подольских Курсантов. Там останавливаются автобусы 921, м96, м97, с908, с960, с970.